# Russula graveolens

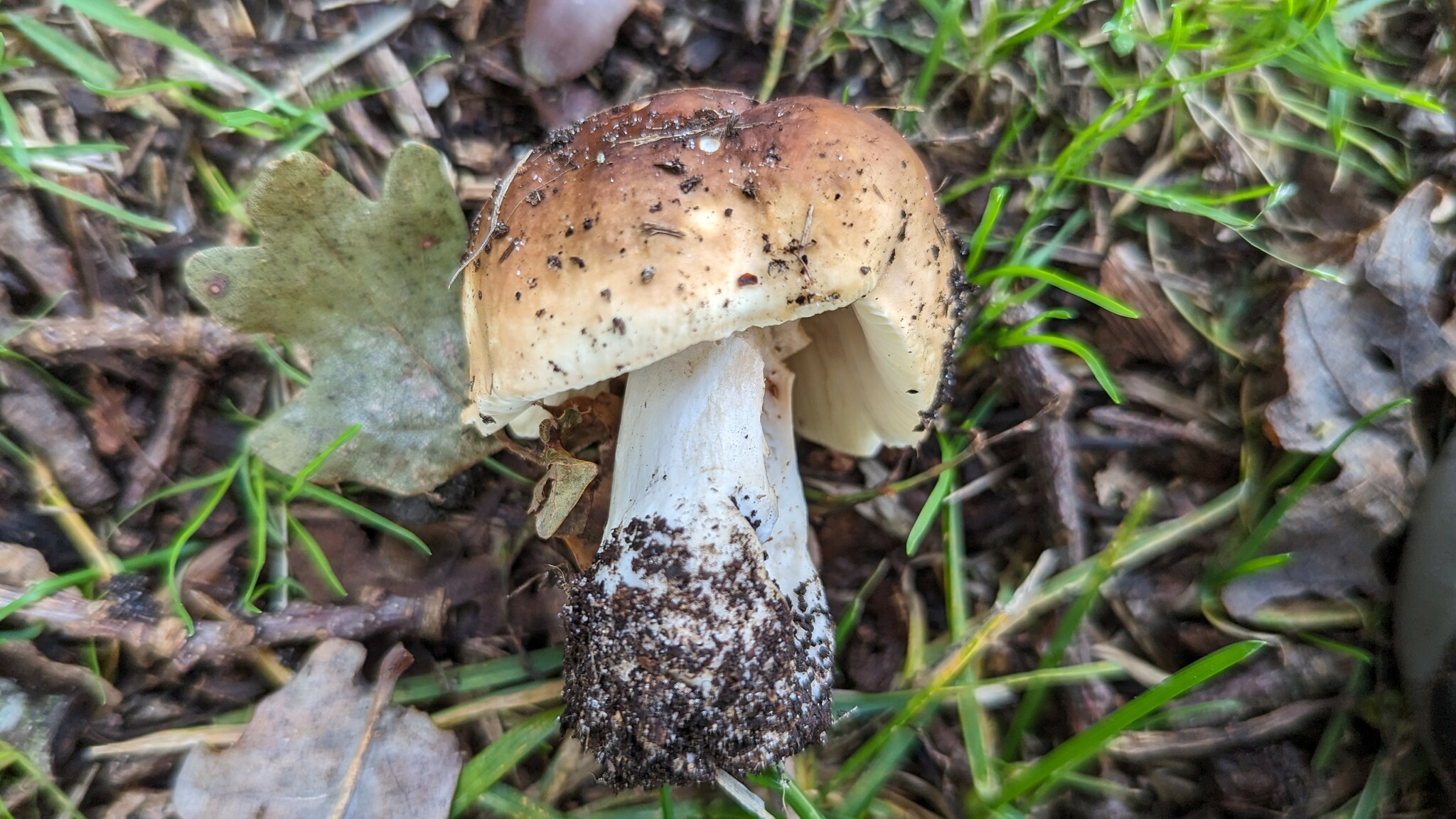

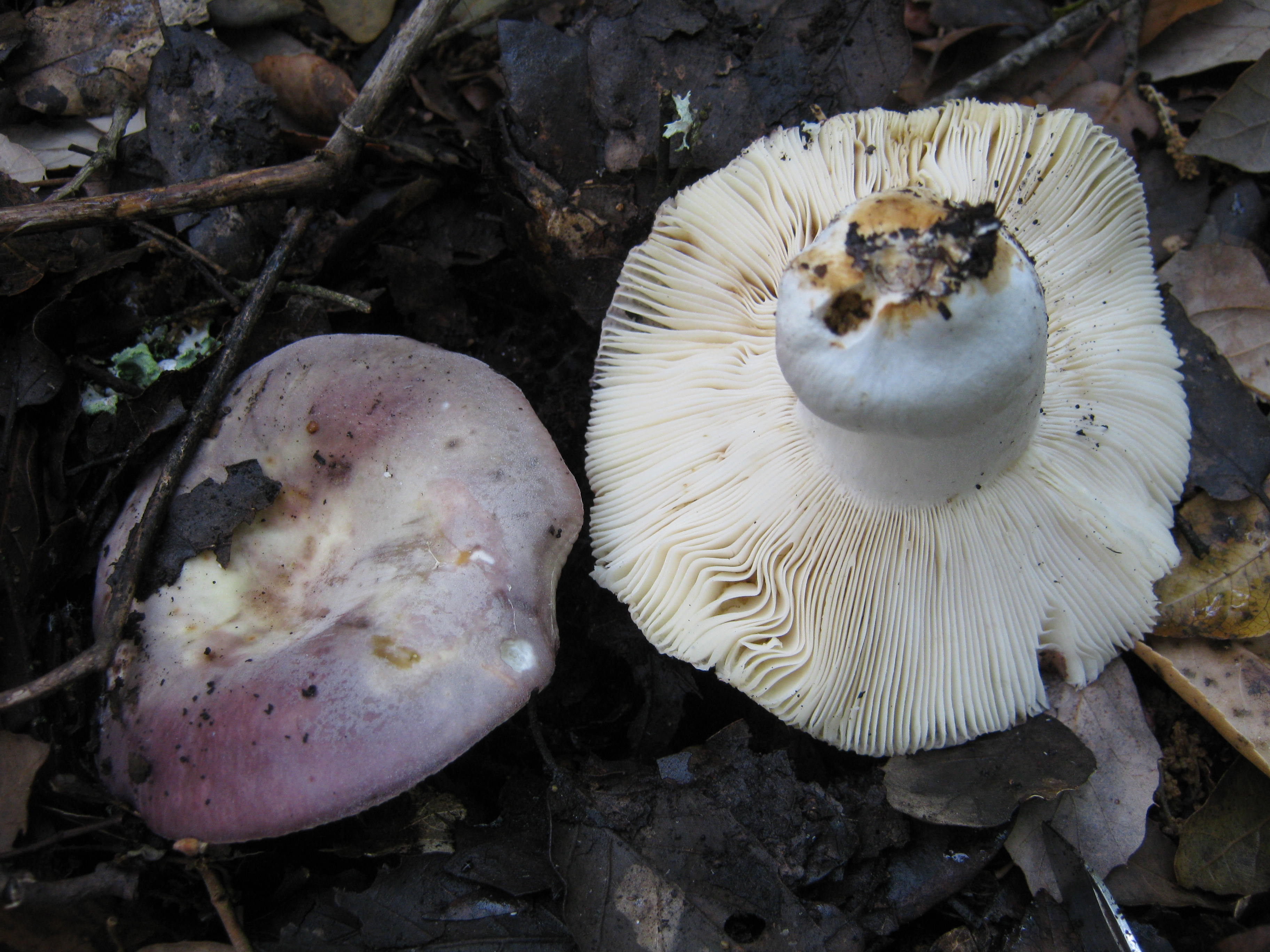

Russula graveolens Romell. – gatunek grzybów należący do rodziny gołąbkowatych (Russulaceae).

## Systematyka i nazewnictwo
Pozycja w klasyfikacji według Index Fungorum: Russula, Russulaceae, Russulales, Incertae sedis, Agaricomycetes, Agaricomycotina, Basidiomycota, Fungi.
Po raz pierwszy opisał go w 1885 r. Lars Romell i nadana przez niego nazwa naukowa jest aktualna. Ma prawie 20 synonimów. Niektóre z nich:
- Russula megacantha Romagn. 1967
- Russula purpurata (Crawshay) Romagn. ex Bon 1983
- Russula xerampelina var. graveolens (Romell) Kühner & Romagn. 1953

## Morfologia
Kapelusz
Średnica 4,5–8 cm, mięsisty, mocny, czasem nawet twardy, początkowo wypukły, następnie spłaszczony, dość regularny, wyraźnie, a czasem nawet głęboko wklęsły w środku. Brzeg regularny, tępy, gładki, u starszych okazów słabo i krótko żebrowany.Powierzchnia purpurowa lub winnobrązowa, nieco podobna jak u gołąbka wybornego (Russula vesca), nieco ciemniejsza niż ochrowa, czasami w odcieniu czerwieni pruskiej lub bardziej brązowa lub tabaczkowobrązowa, środek, zwłaszcza po zbiorze może zmienić barwę na czarnofioletową, ale zazwyczaj z jasno zielonożółtymi przebarwieniami. Bywa upstrony oliwkowobrązowymi, oliwkowymi lub nieco miedzianymi, umbrowymi plamami, rzadziej ze śladami zieleni na brzegu lub bez oliwkowych tonów, ale z bladymi i brudnożółtymi obszarami. Skórka dająca się oddzielić najwyżej do połowy kapelusza, gładka lub zamszowa, a nawet szorstka, czasem nieco błyszcząca, czasem nieco matowa.
Blaszki
Średnio gęste, oddalone od siebie o 1,5 mm na krawędzi, z kilkoma blaszeczkami, zmiennie rozwidlone, czasami aż do połowy promienia blaszek, czasami tylko przy trzonie, z przodu tępe, o szerokości 4–8,5 mm, w widoku z boku cytrynowokremowe lub w kolorze kości słoniowej, w widoku z przodu kremowoochrowe do maślanożółtych, kremowe lub jaśniejsze, z brązowiejącymi krawędziami.
Trzon
Wysokość 4,3–8 cm, grubość 1–2,5 cm, mocny, cylindryczny, czasem równy, czasem rozszerzony u nasady lub pod blaszkami, pełny, potem miękko grudkowaty. Powierzchnia początkowo biała, później czerwonawożółto nakrapiana, na koniec żółtobrązowa, oprószona, pod blaszkami gładka, następnie mniej lub bardziej grubo chropowata.
Miąższ
Gruby, jędrny, czasem twardy, biały, później wyraźnie zabarwiony brązowawo lub brudnożółto. Zapach raków lub ryb, smak łagodny. W reakcji z [[siarczan żelaza(II)FeSO4]] miąższ zielenieje.
Wysyp zarodników
Kremowy do bladoochrowego.
Cechy mikroskopowe
Forma drobnozarodnikowa: Bazydiospory 7,5–9 × 6,2–6,7 µm, jajowato-zaokrąglone, z niskimi kolcami i żebrami, miejscowo prawie siateczkowate, z krótkimi stożkowatymi, tępymi brodawkami, osiągającymi wysokość 0,5–0,62 µm, wyraźnie amyloidalnymi, połączone drobnymi łącznikami, mniej lub bardziej długimi, miejscami zygzakowatymi. Wyrostek wnęki 1,12–1,75 × 0,87–1,5 µm, hilum nieregularne 3,5–3,75 × 2–3,25 µm, brodawkowate, mniej więcej amyloidalne.
Forma wielkozarodnikowa: Bazydiospory 9–9,5 × 7,5–7,7 µm, odwrotnie jajowate, kolczaste, częściowo siateczkowate, z dość ostrymi, stożkowymi kolcami o wysokości do 0,75 µm, na ogół dość wyraźnie amyloidalne z dość drobnymi łącznikami, gdzieniegdzie tworzące kompletną siateczkę. Wyrostek wnęki 1,25–1,5 × 1,25–1,5 µm, hilum nieregularne, np. 3,75 µm, wyraźnie amyloidalne.
Podstawki 37–53-(65) x 10–13 µm. Cystydy 50–110 × 8–12,5 µm, w kształcie cygara, często tępe lub z krótkim wyrostkiem u góry.W Epikutis tępe włoski o szerokości 2,7–6,5 µm (z bardzo rzadkimi cebulkami), ale także dość dużo włosków, które są zwężone lub nagle zwężone w cylindryczny dziób, niektóre ze zwężonych wierzchołków mają bardzo zróżnicowaną kulistą główkę. Dermatocystydy tępe, cylindryczne lub wrzecionowate, o szerokości 4,5–8 µm.
Gatunki podobne
Gołąbek bukowy (Russula faginea) zwykle wytwarza większe owocniki, rośnie pod bukami i ma ciemniejszy wysyp zarodników. Gołąbek śledziowy (Russula xerampelina) ma także kapelusz w odcieniach czerwieni, ale rośnie w lasach iglastych.

## Występowanie i siedlisko
Występuje w Ameryce Północnej i Południowej, Europie, Azji i Australii. Najwięcej stanowisk podano w Europie. Brak go w opracowanym w 2003 r. przez Władysława Wojewodę wykazie wielkoowocnikowych grzybów podstawkowych Polski, ale wiele jego stanowisk podano w późniejszych latach. Aktualne stanowiska podaje także internetowy atlas grzybów. Znajduje się w nim na liście gatunków zagrożonych i wartych objęcia ochroną.
Naziemny grzyb mykoryzowy występujący w lasach liściastych i mieszanych, głównie pod dębami, ale także pod bukami, grabami czy brzozami. Preferuje gleby krzemionkowe, piaszczyste i lekko kwaśne. Owocniki od lipca do września.

## Zastosowanie
Jest grzybem jadalnym i smacznym. Przykry zapach znika po obróbce cieplnej.